# Minamitane
Minamitane (Japans: 南種子町, Minamitane-chō) is een gemeente in de subprefectuur Kumage van de prefectuur Kagoshima, Japan. Op 1 november 2009 had de gemeente 6317 inwoners. De bevolkingsdichtheid bedroeg 57,2 inw./km². De oppervlakte van de gemeente is 110,40 km². Het hoofdkwartier van de Japanse ruimtevaartorganisatie (JAXA) bevindt zich in Tanegashima Space Center in Minamitane.
De gemeente Minamitane is een van de drie gemeenten op het eiland Tanegashima. De andere twee gemeenten zijn Nakatane en Nishinoomote.

## Politiek
Minamitane heeft een gemeenteraad die bestaat uit 12 verkozen leden. De burgemeester van Minamitane is sinds 2007 Osamu Nagoe, een onafhankelijke.
De zetelverdeling van de gemeenteraad is als volgt :
| Partij                          | Aantal zetels |
| ------------------------------- | ------------- |
| Onafhankelijke                  | 11            |
| Communistische Partij van Japan | 1             |

## Aangrenzende gemeente
- Nakatane

## Partnersteden
Minamitane heeft een stedenband met :
- Yahatahigashi-ku, Kitakyushu
- Odate